# 宮崎麗奈
宮崎 麗奈 (みやざき れいな、1995年2月8日 - ) は、日本のフリーアナウンサー。
ライムライト所属。

## 経歴
モスクワ生まれ。
川村学園に、小学校•中学校•高校で通う。バトントワリング部に所属。
中学2年生は、父親の転勤でドイツのデュッセルドルフで過ごす。
桜美林大学在学中に横浜F・マリノスのマリノスクイーンに就任。2017年3月に卒業。
2017年4月、スバルスターズのメンバーに加入。(スバルスターズとは、「安心と愉しさ」をお届けするSUBARUブランドの伝道師。) 東京モーターショー・東京オートサロン等のクルマイベントを始め、様々な媒体に出演。2020年3月卒業。
2021年3月31日、フリーアナウンサー事務所ライムライト所属。同年6月、ケーブルテレビ「見て！聞いて！得する！TVう・ら・ら」のレギュラーを務める。
2022年からジャグラ BB 動画「ジャグラニュース」 キャスター、また川口オートレースのリポーターを務める。
2022年第4戦から「 SUPER耐久」SUBARUのチームとして参加。2023年は開幕戦から継続参加。
2023年4月、テレビ神奈川の情報番組「ハマナビ」のレギュラーに就任。
2023年5月から伊勢崎オートレースのリポーターを務める。
その他、様々な番組・イベント等にアナウンサーとして出演。
好きな食べ物は、桃・湯葉・しめじ・ナポリタン・白玉。
趣味は、サッカー観戦・お菓子作り。

## 出演
- ハマナビ（テレビ神奈川）
- 見て！聞いて！得する！TV う・ら・ら（ ケーブルテレビ栃木・館林・筑西・結城）
- 川口オートレース　リポーター
- 伊勢崎オートレース　リポーター
- ジャグラ BB 動画『ジャグラニュース』 キャスター